# 日本地域紙協議会
日本地域紙協議会（にほんちいきしきょうぎかい）は、日本国内にあるローカル紙・地域新聞社などで構成する団体。1999年に設立された。

## 概略
ローカル紙間の情報共有、連携強化、共通課題への解決を目的に、全国各地の地域新聞による“協働組織”として設立。「地域に密着している新聞」「読者に最も身近な新聞」として、さらなる紙面向上を目指し活動をしている。
- 2004年、東京・日比谷公園の市政会館内に日本地域紙図書館を開館。100紙を超える全国の地域紙を常時展示している。
- 2006年、IT分野の研究部門を設置。
- 2008年、会長は南信州新聞の関谷邦彦。
- 加盟社のうち、日本新聞協会加盟紙は、南信州新聞、いわき民報、桐生タイムス、市民タイムス、夕刊三重、熊野新聞、島根日日新聞の7紙。
- 2015年、インターネットサイト「ろこねっと」にて情報の発信を開始。